# Disolución de la Confederación Perú-Boliviana

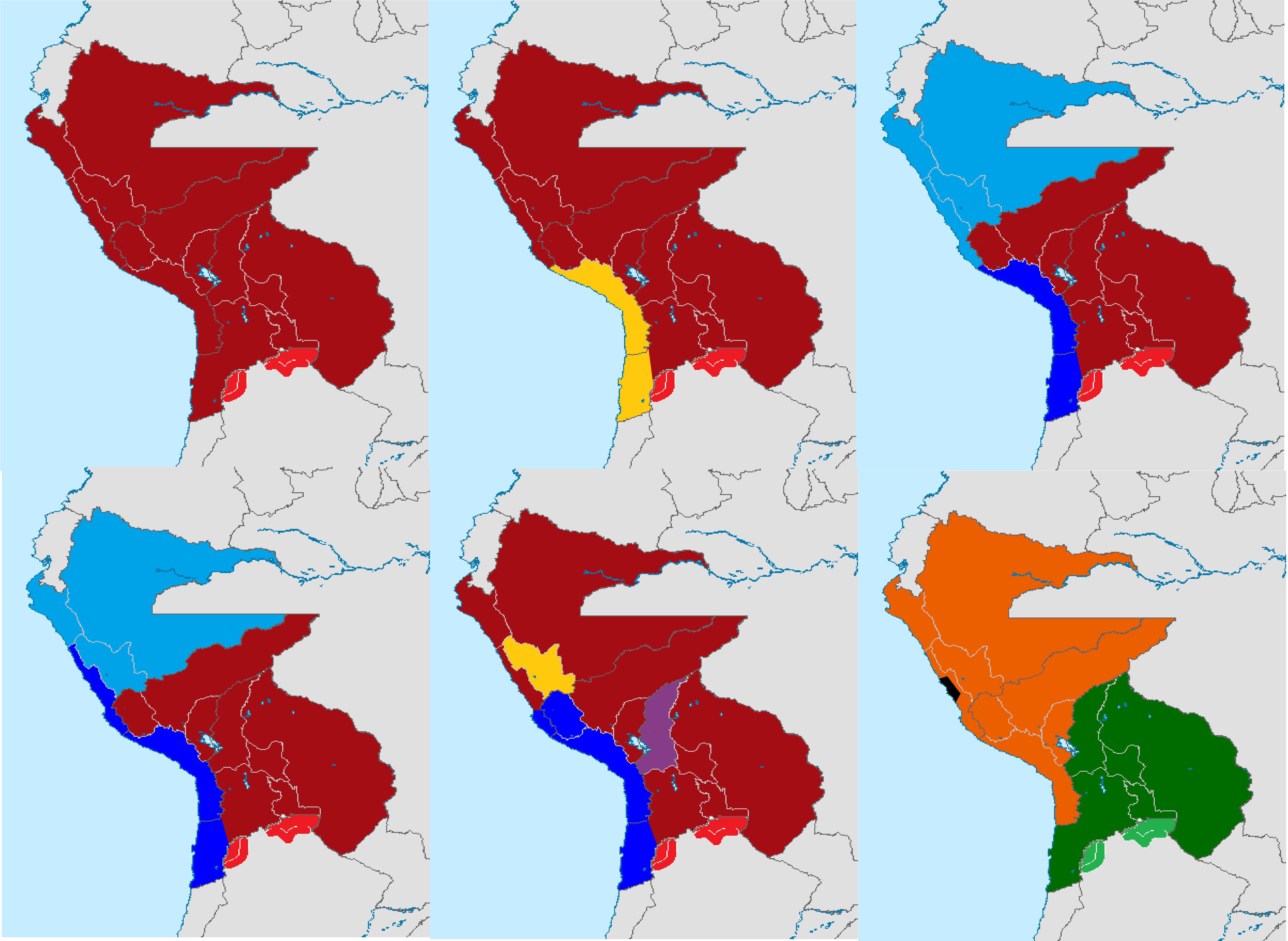
Una serie de secuelas en la cual se muestra la disolución de la Confederación Perú-Boliviana; los diferentes colores representan las áreas de control.
----
Confederación Perú-Boliviana
Territorio controlado por los restauradores
Primer Gobierno Provisional del Perú
República Peruana del Norte
Segundo Gobierno Provisional del Perú
Gobierno Provisional de Bolivia
Nueva República Peruana
Nueva República de Bolivia
Territorio controlado por el Ejército Unido durante la restauración
Línea fronteriza de facto después de la disolución
Territorio en disputa entre la Confederación Perú-Boliviana y la Confederación Argentina antes de la disolución
Territorio en disputa entre Bolivia y la Confederación Argentina después de la disolución

Por disolución de la Confederación Perú-Boliviana se entiende la desintegración de la Confederación Perú-Boliviana, encendido a los extintos estados, la República Peruana y Bolivia, escisión que entró en vigor el 25 de agosto de 1839 por el gobierno provisorio de Agustín Gamarra instaurado por los restauradores. A menudo es referido como la separación forzada por algunos grupos unionistas actuales por los lazos culturales que ambos países guardan.[cita requerida] Paralelamente desde el lado peruano esto contribuyó a la separación final después de la Guerra de la Confederación.
La desintegración de la Confederación Perú-Boliviana está claramente relacionada con los choques de intereses entre la Confederación Perú-Boliviana y la República de Chile, al igual que los roces heredados por el lado boliviano con este último.[cita requerida] A diferencia de la Gran Colombia que fue creada en 1819 y desapareció en 1831, la disolución estuvo marcada por cierta tranquilidad y tolerancia por cierto periodo de un año cuando el mismo Agustín Gamarra inicia la campaña de reconquista en territorio boliviano, dando como resultado la expulsión de los invasores y la muerte del presidente peruano, poniendo punto final a toda idea de unión, anexión, confederación o federación entre los dos países por lo menos durante el inicio del siglo XIX.

## Antecedentes
Después de la creación de la Confederación Perú-Boliviana por Andrés de Santa Cruz, comenzaron las protestas por lados opositores y nacionalistas de ambas naciones, provocando deportaciones masivas hacia Europa u otras países de América varios de ellos como refugiados políticos. En el ámbito exterior Andrés de Santa Cruz también tenía opositores especialmente en Chile como el ministro Diego Portales y el presidente chileno Joaquín Prieto.
Diego Portales en uno de sus cartas hablo sobre la Confederación Perú-Boliviana y su «inaceptable» existencia.

“(...) La posición de Chile frente a la Confederación Perú Boliviana es insostenible. No puede ser tolerada ni por el pueblo ni por el Gobierno porque ello equivale a su suicidio. No podemos mirar sin inquietud y la mayor alarma, la existencia de dos pueblos, y que, a la larga, por la comunidad de origen, lengua, hábitos, religión, ideas, costumbres, formarán, como es natural, un solo núcleo. Unidos estos dos Estados, aun cuando no más sea que momentáneamente, serán siempre más que Chile en todo orden de cuestiones y circunstancias(...) La confederación debe desaparecer para siempre jamás del escenario de América por su extensión geográfica; por su mayor población blanca; por las riquezas conjuntas del Perú y Bolivia, apenas explotadas ahora; por el dominio que la nueva organización trataría de ejercer en el Pacífico arrebatándonoslo; por el mayor número también de gente ilustrada de la raza blanca, muy vinculadas a las familias de influjo de España que se encuentran en Lima; por la mayor inteligencia de sus hombres públicos, si bien de menos carácter que los chilenos; por todas estas razones, la Confederación ahogaría a Chile ante de muy poco(...) Las fuerzas navales deben operar antes que las militares, dando golpes decisivos. Debemos dominar para siempre en el Pacífico: ésta debe ser su máxima ahora, y ojalá fuera la de Chile para siempre (...)”.
Carta de Diego Portales a Blanco Encalada, 10 de septiembre de 1836.

Peruanos opositores como Agustín Gamarra, Ramón Castilla o Antonio Gutiérrez de la Fuente aceptaron la alianza con Chile para destituir a Andrés de Santa Cruz y volver a su estado normal a las respectivas naciones unidas.

## Disputa territorial

### República Peruana (Gobierno de la Fuente)

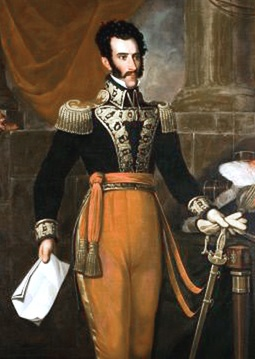
Antonio Gutiérrez de la Fuente, Primer Gobierno Provisional del Perú

Durante la primera expedición del Ejército Unido Restauador, los restauradores desembarcaron en Islay y acto seguido ingresaron a la ciudad de Arequipa, donde una Junta del Pueblo proclamó a La Fuente como Jefe Supremo de la República Peruana el 17 de octubre de 1837, cargo que ejerció solo nominalmente. Acorralados por las tropas confederadas de Santa Cruz, los restauradores se vieron obligados a firmar el Tratado de Paz de Paucarpata el 17 de noviembre de 1837. La Fuente retornó a Chile al igual que el resto de la expedición chileno-peruana.

### República Peruana (Gobierno de Orbegoso, Nieto y Vidal)
Establecida la Confederación Perú-Boliviana, el Protector Supremo, Andrés de Santa Cruz nombró al mariscal Luis José de Orbegoso como presidente del Estado Nor-peruano desde el 21 de agosto de 1837 hasta el 1 de setiembre de 1838. No obstante, Orbegoso se mantuvo en el cargo cuando el mismo Santa Cruz nombró en su reemplazo al mariscal José de la Riva-Agüero el 11 de julio de 1838, cargo que este ejerció, precariamente, hasta el 24 de enero de 1939. 
Domingo Nieto se mantuvo fiel a la autoridad legal de Orbegoso, sin embargo, no se comprometió con el régimen confederado y se puso al servicio de la voluntad del pueblo. Finalmente, decidió alzarse contra Santa Cruz y proclamó la libertad del territorio del Estado Nor-Peruano como la República Peruana, el 30 de julio de 1838. Orbegoso, indeciso al principio, terminó por plegarse a dicha causa y lo propio hizo el general Juan Francisco Vidal.
El general Nieto, hacía correrías por el norte con despachos de Jefe Supremo expedido por Orbegoso, compartiendo el cargo entre ambos.
Al producirse el arribo de la expedición restauradora chileno-peruana, esta quiso aliarse con las fuerzas orbegosistas para luchar conjuntamente contra el ejército de Santa Cruz. Pero Orbegoso, Nieto y Vidal rechazaron tal alianza al presenciar los actos vandálicos del ejército chileno en el norte peruano y ver en los chilenos una nueva amenaza contra la independencia nacional. Esto provocó que la República Peruana del Norte declarara la guerra tanto a la confederación y a la alianza peruano-chileno. 
Santa Cruz en su astucia logró mantener al estado rebelde como una república autónoma al ponerlo en contra de los aliados restauradores, provocando la inminente invasión del norte peruano. Los restauradores avanzaron sobre Lima y pese a la oposición de Nieto (quien temía con razón la superioridad numérica del enemigo) se trabó el combate de Portada de Guías el 21 de agosto de 1838 en el cual los orbegosistas fueron derrotados.
Tras la conquista del norte peruano, por parte de los restauradores, Agustín Gamarra fue proclamado como presidente provisorio.
Al año, los confederados lanzaron una campaña de reconquista en el norte provocando la huida de los restauradores y reanexándose el territorio del norte peruano.

### República Peruana (Gobierno de Gamarra)
La República Peruana presidida por Agustín Gamarra, fue el segundo gobierno provisional peruano, espaldado por el Ejército Unido Restaurador, la cual tenía como objetivo la restauración del Perú como una unidad independiente.

## Desunión
Durante el proceso de desunión ambas naciones se distanciaron.

### Perú
Después de la guerra y la derrota confederada en la batalla de Yungay el nuevo gobierno provisional peruano de Agustín Gamarra con protección del Ejército de Chile declaró la disolución de la Confederación el 25 de agosto de 1839, iniciando la llamada restauración nacional, crea el Nuevo Congreso General Constituyente del Perú, sustituyó la organización confederada por la organización unitaria, retiró a trabajadores públicos bolivianos, reconstruyó las relaciones internacionales del Perú.

### Bolivia
El general Andrés de Santa Cruz, en 1835, designó a Mariano Enrique Calvo como vicepresidente de Bolivia, mantuvo su puesto en la transición a la Confederación. Tras la ausencia de Santa Cruz, Calvo presidió la administración del Estado Boliviano como encargado del Poder Ejecutivo, gobernando por más de dos años.
La inestabilidad de la Confederación y la ausencia del gobernante titular en Bolivia, dio frutos a los conflictos políticos, sociales y la presencia de revueltas populares, esto llevó a que el Congreso General Constituyente convoque en 1839 al general mayor José Miguel de Velasco para que asuma el gobierno. Derrocó a Calvo y asumió el cargo otorgado por el Congreso el 22 de febrero como jefe supremo provisorio y poco después presidente provisorio. Se desconoce al Gral. Santa Cruz y al gobierno al cual representaba, derrocando por completo el gobierno crucista. Se declaró la secesión de Bolivia de la Confederación el 26 de octubre de 1839.
Posteriormente negocia con el gobierno de la Confederación Argentina, la cuestión de Tarija y la devolución de los territorios ocupados.

#### Guerra Peruano-Boliviana
Agustín Gamarra aún consideraba la idea de unir Perú y Bolivia pero con la jerarquía del primero poniendo en funcionamiento su ambicioso plan de conquistar a Bolivia que debía ser rápido, el resultado fue lo contrario ya que Bolivia logró oponer resistencia y eliminando en las primeras batallas a Gamarra. Sin la presencia de Gamarra como líder y la lucha por el poder interno en el Perú, Bolivia lanzó una campaña de invasión, obteniendo bajo ocupación por meses a los departamentos del sur peruano.

## Consecuencias
Después de la desunión entre Perú y Bolivia y el desenlace fatal de la guerra ambos países se distanciaron y comenzaron el proceso de delimitación de sus fronteras hasta el comienzo de la Era del Guano y el acercamiento comercial de estos países con Chile. En 1873 la República Peruana y Bolivia sellan el Tratado de Alianza Defensiva peruano-boliviano para proteger sus intereses comerciales.